# Katholisch-Apostolische Kirche (Dresden)
Die Katholisch-Apostolische Kirche in Dresden befand sich in der Friedrichstadt im Grundstück Fröbelstraße 12 und wurde bei der Bombardierung Dresdens im Februar 1945 zerstört.

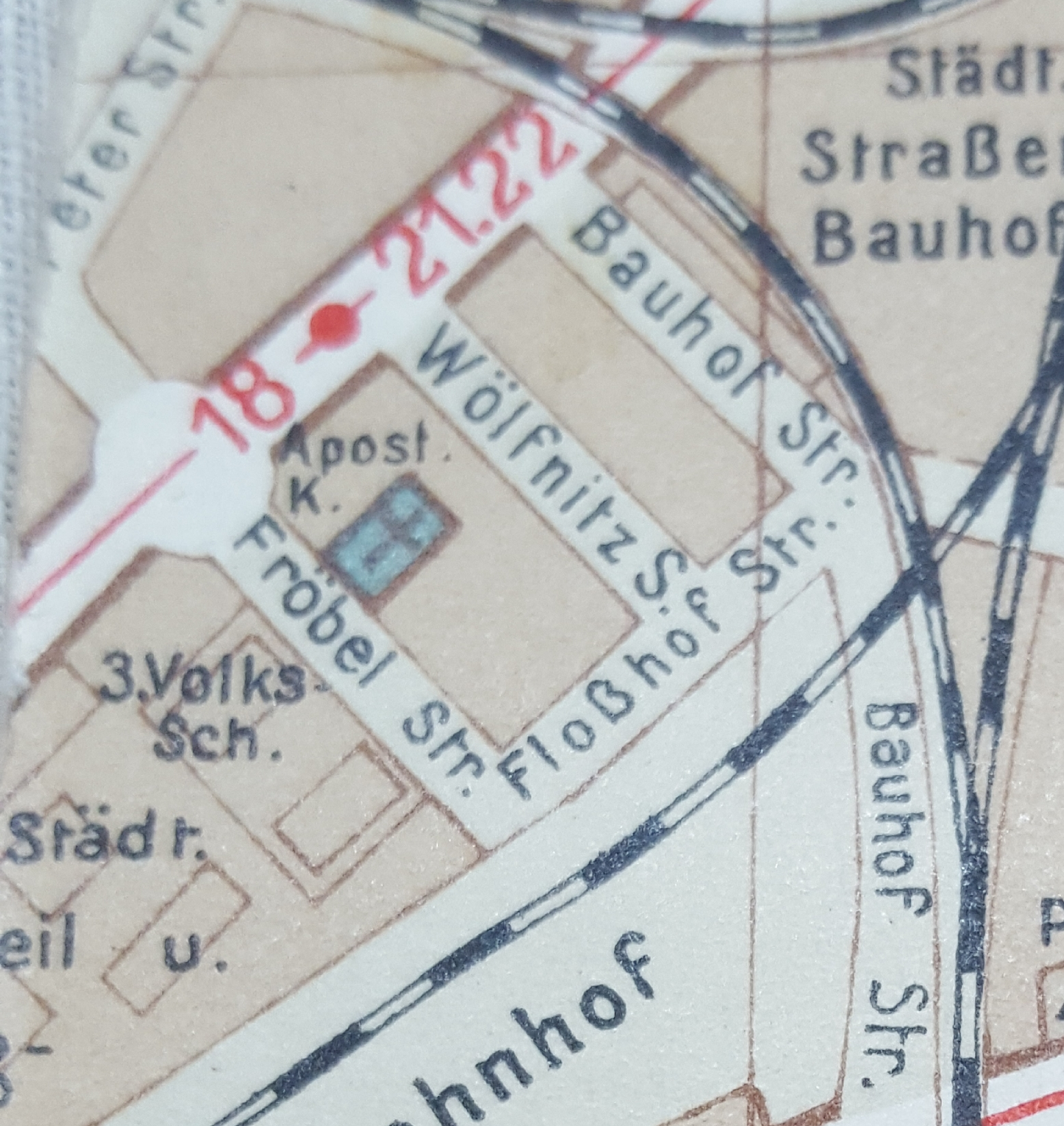
Friedrichstadt, Stadtplan Dresden von 1928

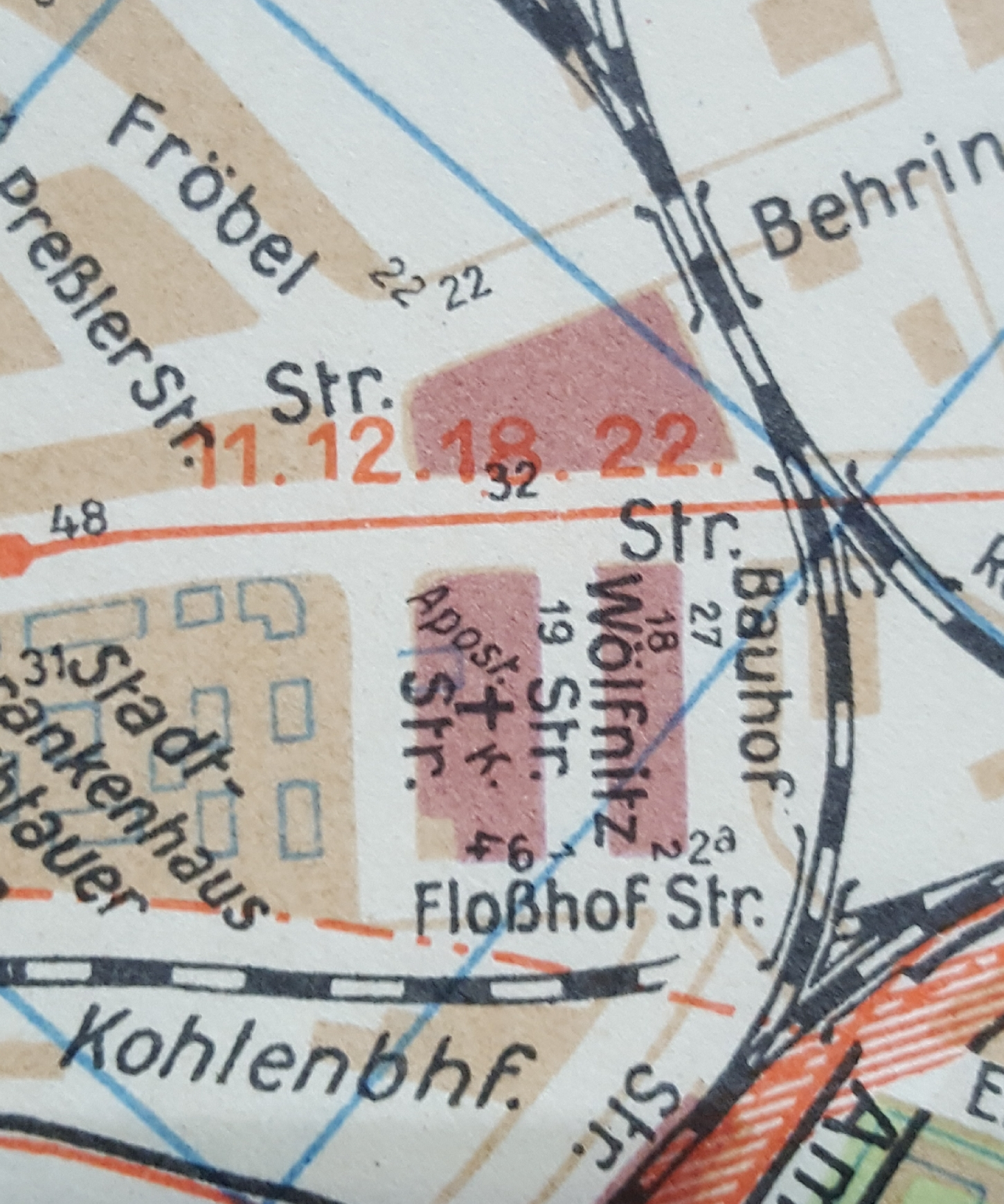
Friedrichstadt, Stadtplan Dresden von 1948, lila - zerstört

## Geschichte
Die Kirche der Katholisch-Apostolischen Gemeinde in der Friedrichstadt ist vermutlich um 1885 erbaut worden, durch großzügige finanzielle Unterstützung von Ernst Hermann Vogel. Das Gebäude war ein anderthalb-geschossiger Bau in Sandstein-Ziegel-Ausführung mit verputzter Fassade im Hof des Grundstückes. Am Giebel zur Fröbelstraße befand sich das Strahlenkreuzfenster. Am Giebel zur Wölfnitzstraße waren zwei halbrunde angesetzte Ecken. Später wurde eine halbkreisförmige Apsis als Altarraum angefügt. An den Längsseiten waren fünf längliche Rundbogenfenster mit bunter Bleiverglasung. Es war in dem turmlosen schlichten Gebäude für ca. 90 Gläubige Platz. Das Kirchengebäude verfügte über eine Orgel der Jehmlich Orgelbau Dresden. Am 13. Februar 1945, beim ersten Angriff, wurde die Kirche von Sprengbomben getroffen und beschädigt. Ein Teil der Fenster konnte zwischen den Angriffen geborgen werden, wie auch Kelche und andere Gegenstände und Gefäße. Der darauffolgende Angriff zerstörte das Gebäude bis auf die Grundmauern.
Vorsteher und Priester bis zur Zerstörung 1945 war Hellmut Heinrich, ebenso in der Kapelle auf der Striesener Str. 13, welche 1945 ebenfalls zerstört und 1953 beseitigt wurde. Priester Hellmut Heinrich war Vater von fünf Kindern. Sein Sohn Martin Heinrich, mit Künstlernamen Martin Hellberg, wurde Schauspieler und war in der DDR ein bedeutender Theater- und Filmregisseur. Im Jahr 1951 wurden die Trümmer beräumt und bis 1954 beseitigt.